# John Beckman
John Albert Beckman (New York, 22 ottobre 1895 – Miami, 22 giugno 1968) è stato un cestista statunitense, membro del Naismith Memorial Basketball Hall of Fame dal 1973.

## Carriera
Giocò a livello professionistico tra il 1911 ed il 1930 in 8 differenti leghe. Fu tra i migliori cestisti dell'epoca, ed eccelleva nell'esecuzione del tiro libero, nella difesa e nella tecnica di passaggio.
Dopo il ritiro si trasferì a Miami; morì in Florida a causa della malattia di Alzheimer.